# اپول
اپول (به مجاری: Epöl) یک شهرداری در مجارستان است که در ناحیه استرگوم واقع شده‌است. اپول ۱۲٫۵۲ کیلومتر مربع مساحت و ۶۵۷ نفر جمعیت دارد.